# UEFA Women's Champions League slutspil 2017-18
UEFA Women's Champions League slutspil 2017-18 startede den 4. oktober 2017 og slutter den 24. maj 2018 med finalen på Valeriy Lobanovskyi Dynamo Stadion i Kyiv, Ukraine, som afgør vinderen af UEFA Women's Champions League 2017-18. I alt 32 hold deltager i slutspillet.

## Runder og lodtrækningsdatoer
Planen for slutspillet er som følger (alle lodtrækninger blev afholdt i UEFA hovedkvarteret i Nyon, Schweiz).
| Runde                | Lodtrækning       | Første kamp                                              | Anden kamp                                               |
| -------------------- | ----------------- | -------------------------------------------------------- | -------------------------------------------------------- |
| Sekstendedelsfinaler | 1. september 2017 | 4–5. oktober 2017                                        | 11–12. oktober 2017                                      |
| Ottendedelsfinaler   | 16. oktober 2017  | 8–9. november 2017                                       | 15–16. november 2017                                     |
| Kvartfinaler         | 24. november 2017 | 21–22. marts 2018                                        | 28–29. marts 2018                                        |
| Semifinaler          | 24. november 2017 | 21–22. april 2018                                        | 28–29. april 2018                                        |
| Final                | 24. november 2017 | 24. maj 2018 på Valeriy Lobanovskyi Dynamo Stadium, Kyiv | 24. maj 2018 på Valeriy Lobanovskyi Dynamo Stadium, Kyiv |

## Sekstendedelsfinaler
Lodtrækningen til sekstendedelsfinalerne blev afholdt den 1. september 2017, 13:30 CEST, på UEFA hovedkvarteret i Nyon, Schweiz.
| Seedet | Useedet |
| --- | --- |
| - Lyon - Wolfsburg - Rosengård - Barcelona - Fortuna Hjørring - Bayern München - Brøndby - Zürich[†] - Rossijanka - Manchester City - Glasgow City - Zvezda Perm - Brescia - Slavia Prag - Sparta Prag - Linköping | - Chelsea - Montpellier - Lillestrøm - BIIK Kazygurt[†] - Apollon Limassol[†] - St. Pölten - Atlético Madrid - Olimpia Cluj[†] - Medyk Konin[†] - Gintra Universitetas[†] - Stjarnan[†] - Fiorentina - Avaldsnes[†] - FC Minsk[†] - PAOK[†] - Ajax[†] |

Noter
1. † Gik videre fra kvalifikationsrunden.

### Oversigt
De første kampe blev spillet den 4. og 5. oktober, og returkampene blev spillet den 11. og 12. oktober 2017.
| Hold 1               | Samlet  | Hold 2           | 1. kamp | 2. kamp |
| -------------------- | ------- | ---------------- | ------- | ------- |
| Stjarnan             | 5–1     | Rossijanka       | 1–1     | 4–0     |
| Fiorentina           | 2–1     | Fortuna Hjørring | 2–1     | 0–0     |
| Apollon Limassol     | 0–4     | Linköping        | 0–1     | 0–3     |
| Montpellier          | 2–1     | Zvezda Perm      | 0–1     | 2–0     |
| BIIK Kazygurt        | 4–4 (u) | Glasgow City     | 3–0     | 1–4     |
| Gintra Universitetas | 3–2     | Zürich           | 1–1     | 2–1     |
| Atlético Madrid      | 2–15    | Wolfsburg        | 0–3     | 2–12    |
| Lillestrøm           | 3–1     | Brøndby          | 0–0     | 3–1     |
| Ajax                 | 1–2     | Brescia          | 1–0     | 0–2     |
| St. Pölten           | 0–6     | Manchester City  | 0–3     | 0–3     |
| Chelsea              | 2–2 (u) | Bayern München   | 1–0     | 1–2     |
| FC Minsk             | 4–7     | Slavia Prag      | 1–3     | 3–4     |
| Medyk Konin          | 0–14    | Lyon             | 0–5     | 0–9     |
| PAOK                 | 0–8     | Sparta Prag      | 0–5     | 0–3     |
| Olimpia Cluj         | 0–5     | Rosengård        | 0–1     | 0–4     |
| Avaldsnes            | 0–6     | Barcelona        | 0–4     | 0–2     |

### Kampe
| 5. oktober 2017 21:15 |

| Stjarnan                  | 1–1     | Rossijanka     |
| ------------------------- | ------- | -------------- |
| Ásbjörnsdóttir 22' (str.) | Rapport | Shadrina 48' · |

| Stjörnuvöllur, Garðabær Tilskuere: 287 Dommer: Barbara Poxhofer (Østrig) |

| 11. oktober 2017 15:30 |

| Rossijanka | 0–4     | Stjarnan                                                               |
| ---------- | ------- | ---------------------------------------------------------------------- |
|            | Rapport | - Þorsteinsdóttir 41', 49' - Ásbjörnsdóttir 54' - Ananyeva 63' (sm.) · |

| Arena Khimki, Khimki Dommer: Sarah Garratt (England) |

Stjarnan vandt 5–1 sammenlagt.
| 4. oktober 2017 20:30 |

| Fiorentina                  | 2–1     | Fortuna Hjørring |
| --------------------------- | ------- | ---------------- |
| - Vigilucci 39' - Mauro 60' | Rapport | Bruun 73' ·      |

| Stadio Artemio Franchi, Firenze Tilskuere: 2.881 Dommer: Sofia Karagiorgi (Cypern) |

| 11. oktober 2017 20:00 |

| Fortuna Hjørring | 0–0     | Fiorentina |
| ---------------- | ------- | ---------- |
|                  | Rapport |            |

| Hjørring Stadion, Hjørring Dommer: Bibiana Steinhaus (Tyskland) |

Fiorentina vandt 2–1 sammenlagt.
| 4. oktober 2017 16:00 |

| Apollon Limassol | 0–1     | Linköping   |
| ---------------- | ------- | ----------- |
|                  | Rapport | Minde 58' · |

| Makario Stadium, Nicosia Tilskuere: 100 Dommer: Ivana Martinčić (Kroatien) |

| 11. oktober 2017 18:00 |

| Linköping                     | 3–0     | Apollon Limassol |
| ----------------------------- | ------- | ---------------- |
| - Arnth 10' - Hurtig 72', 76' | Rapport |                  |

| Linköping Arena, Linköping Dommer: Maria Marotta (Italien) |

Linköping vandt 4–0 sammenlagt.
| 4. oktober 2017 20:45 |

| Montpellier | 0–1     | Zvezda Perm          |
| ----------- | ------- | -------------------- |
|             | Rapport | Sembrant 64' (sm.) · |

| Stade de la Mosson, Montpellier Tilskuere: 1.600 Dommer: Sara Persson (Sverige) |

| 11. oktober 2017 18:00 |

| Zvezda Perm | 0–2     | Montpellier          |
| ----------- | ------- | -------------------- |
|             | Rapport | Jakobsson 52', 71' · |

| Sapsan Arena, Moskva Dommer: Eszter Urbán (Ungarn) |

Montpellier vandt 2–1 sammenlagt.
| 4. oktober 2017 11:00 |

| BIIK Kazygurt                               | 3–0     | Glasgow City |
| ------------------------------------------- | ------- | ------------ |
| - Kirgizbaeva 48' - Korte 54' - Gabelia 58' | Rapport |              |

| Namyz Stadium, Shymkent Tilskuere: 1,500 Dommer: Eleni Antoniou (Grækenland) |

| 12. oktober 2017 20:30 |

| Glasgow City                       | 4–1     | BIIK Kazygurt |
| ---------------------------------- | ------- | ------------- |
| - Grant 43', 51', 63' - Murray 59' | Rapport | Ihezuo 19' ·  |

| Petershill Park, Glasgow Dommer: Marta Huerta De Aza (Spanien) |

4–4 sammenlagt. BIIK Kazygurt vandt på udebanemål.
| 4. oktober 2017 17:00 |

| Gintra Universitetas | 1–1     | Zürich      |
| -------------------- | ------- | ----------- |
| Coleman 23'          | Rapport | Moser 18' · |

| Savivaldybė Stadium, Šiauliai Tilskuere: 1.500 Dommer: Angelika Söder (Tyskland) |

| 11. oktober 2017 19:00 |

| Zürich   | 1–2     | Gintra Universitetas |
| -------- | ------- | -------------------- |
| Humm 73' | Rapport | Coleman 27', 86' ·   |

| Letzigrund, Zürich Dommer: Lois Otte (Belgien) |

Gintra Universitetas vandt 3–2 sammenlagt.
| 4. oktober 2017 19:30 |

| Atlético Madrid | 0–3     | Wolfsburg                                       |
| --------------- | ------- | ----------------------------------------------- |
|                 | Rapport | - Harder 47' - Meseguer 78' (sm.) - Pajor 86' · |

| Estadio Cerro del Espino, Majadahonda Tilskuere: 823 Dommer: Florence Guillemin (Frankrig) |

| 11. oktober 2017 17:00 |

| Wolfsburg | 12–2    | Atlético Madrid                        |
| --- | ------- | -------------------------------------- |
| - Popp 2', 15', 16' - Gunnarsdóttir 8' - Harder 29', 49' - Dickenmann 33', 44' - Soares 41' (sm.) - Wullaert 57', 83' - Graham Hansen 69' | Rapport | - Da Silva 31' - Wedemeyer 76' (sm.) · |

| AOK Stadion, Wolfsburg Dommer: Justina Lavrenovaitė (Lithauen) |

Wolfsburg vandt 15–2 sammenlagt.
| 4. oktober 2017 19:00 |

| Lillestrøm | 0–0     | Brøndby |
| ---------- | ------- | ------- |
|            | Rapport |         |

| Åråsen Stadion, Lillestrøm Tilskuere: 829 Dommer: Désirée Grundbacher (Schweiz) |

| 11. oktober 2017 18:00 |

| Brøndby    | 1–3     | Lillestrøm                             |
| ---------- | ------- | -------------------------------------- |
| Larsen 61' | Rapport | - Berget 8' - Bachor 21' - Haavi 66' · |

| Brøndby Stadion, Brøndby Dommer: Eleni Lampadariou (Grækenland) |

Lillestrøm vandt 3–1 sammenlagt.
| 4. oktober 2017 19:30 |

| Ajax       | 1–0     | Brescia |
| ---------- | ------- | ------- |
| Bakker 88' | Rapport |         |

| Sportpark De Toekomst, Ouder-Amstel Tilskuere: 1,700 Dommer: Lorraine Clark (Skotland) |

| 11. oktober 2017 20:30 |

| Brescia                       | 2–0     | Ajax |
| ----------------------------- | ------- | ---- |
| - Daleszczyk 23' - Mendes 83' | Rapport |      |

| Stadio Mario Rigamonti, Brescia Dommer: Volha Tsiareshka (Hviderusland) |

Brescia vandt 2–1 sammenlagt.
| 4. oktober 2017 20:15 |

| St. Pölten | 0–3     | Manchester City                            |
| ---------- | ------- | ------------------------------------------ |
|            | Rapport | - Stokes 23' - Houghton 31' - Parris 35' · |

| NV Arena, Sankt Pölten Tilskuere: 2,236 Dommer: Sandra Bastos (Portugal) |

| 12. oktober 2017 20:00 |

| Manchester City                       | 3–0     | St. Pölten |
| ------------------------------------- | ------- | ---------- |
| - Parris 35' - Scott 44' - Lawley 85' | Rapport |            |

| Academy Stadium, Manchester Dommer: Monika Mularczyk (Polen) |

Manchester City vandt 6–0 sammenlagt.
| 4. oktober 2017 20:05 |

| Chelsea    | 1–0     | Bayern München |
| ---------- | ------- | -------------- |
| Spence 10' | Rapport |                |

| Kingsmeadow, Kingston upon Thames Tilskuere: 2,136 Dommer: Olga Zadinová (Tjekkiet) |

| 11. oktober 2017 19:00 |

| Bayern München                    | 2–1     | Chelsea     |
| --------------------------------- | ------- | ----------- |
| - Davison 76' (sm.) - Voňková 83' | Rapport | Kirby 60' · |

| Grünwalder Stadion, München Dommer: Katalin Kulcsár (Ungarn) |

2–2 sammenlagt. Chelsea vandt på udebanemål.
| 4. oktober 2017 17:30 |

| FC Minsk    | 1–3     | Slavia Prag                                    |
| ----------- | ------- | ---------------------------------------------- |
| Khimich 60' | Rapport | - Svitková 28' - Cahynová 74' - Divišová 80' · |

| FC Minsk Stadium, Minsk Tilskuere: 2.000 Dommer: Ivana Projkovska (Makedonien) |

| 11. oktober 2017 18:30 |

| Slavia Prag                            | 4–3     | FC Minsk                                            |
| -------------------------------------- | ------- | --------------------------------------------------- |
| - Svitková 7', 63', 85' - Cahynová 82' | Rapport | - Duben 4' - Khimich 34' (str.) - Ogbiagbevha 90' · |

| Eden Arena, Prag Dommer: Ewa Augustyn (Polen) |

Slavia Prag vandt 7–4 sammenlagt.
| 4. oktober 2017 15:15 |

| Medyk Konin | 0–5     | Lyon                                                     |
| ----------- | ------- | -------------------------------------------------------- |
|             | Rapport | - Hegerberg 11', 29', 67' - Renard 32' - Le Sommer 83' · |

| Stadion im. Złotej Jedenastki Kazimierza Górskiego w Koninie, Konin Tilskuere: 1.200 Dommer: Anastasia Romanyuk (Ukraine) |

| 11. oktober 2017 18:30 |

| Lyon                                                                                                  | 9–0     | Medyk Konin |
| --- | ------- | ----------- |
| - Majri 22' - Hegerberg 29', 39' - Bronze 32' - Renard 38', 62', 88' - Abily 43' - Kumagai 65' (str.) | Rapport |             |

| Parc Olympique Lyonnais, Décines-Charpieu Dommer: Vivian Peeters (Holland) |

Lyon vandt 14–0 sammenlagt.
| 4. oktober 2017 16:00 |

| PAOK | 0–5     | Sparta Prag                                                   |
| ---- | ------- | ------------------------------------------------------------- |
|      | Rapport | - Martínková 14', 45+1', 87' - Hälinen 61' - Kladrubská 82' · |

| Toumba Stadium, Thessaloniki Tilskuere: 810 Dommer: Ifeoma Kulmala (Finland) |

| 11. oktober 2017 18:00 |

| Sparta Prag                      | 3–0     | PAOK |
| -------------------------------- | ------- | ---- |
| - Stašková 27', 88' - Mocová 61' | Rapport |      |

| Generali Arena, Prag Tilskuere: 526 Dommer: Rebecca Welch (England) |

Sparta Praha vandt 8–0 sammenlagt.
| 5. oktober 2017 15:30 |

| Olimpia Cluj | 0–1     | Rosengård    |
| ------------ | ------- | ------------ |
|              | Rapport | Wieder 35' · |

| Cluj Arena, Cluj-Napoca Tilskuere: 250 Dommer: Petra Pavlíková (Slovakia) |

| 11. oktober 2017 19:00 |

| Rosengård                                                       | 4–0     | Olimpia Cluj |
| --------------------------------------------------------------- | ------- | ------------ |
| - Mittag 37' - Landeka 63' - Folkesson 75' - Viggósdóttir 90+2' | Rapport |              |

| Malmö IP, Malmö Dommer: Efthalia Mitsi (Grækenland) |

Rosengård vandt 5–0 sammenlagt.
| 4. oktober 2017 18:00 |

| Avaldsnes | 0–4     | Barcelona                                                |
| --------- | ------- | -------------------------------------------------------- |
|           | Rapport | - Martens 19' - Duggan 70' - Alves 75' - Caldentey 81' · |

| Haugesund Stadion, Haugesund Tilskuere: 4,528 Dommer: Silvia Domingos (Portugal) |

| 11. oktober 2017 18:30 |

| Barcelona                  | 2–0     | Avaldsnes |
| -------------------------- | ------- | --------- |
| - Martens 52' - Losada 57' | Rapport |           |

| Mini Estadi, Barcelona Dommer: Graziella Pirriatore (Italien) |

Barcelona vandt 6–0 sammenlagt.

## Ottendedelsfinaler
Lodtrækningen til ottendedelsfinalerne blev afholdt den 16. oktober 2017, 13:30 CEST, på UEFA hovedkvarteret i Nyon, Schweiz.
| Seedet                                                                                             | Useedet |
| -------------------------------------------------------------------------------------------------- | --- |
| - Lyon - Wolfsburg - Rosengård - Barcelona - Manchester City - Brescia - Slavia Prag - Sparta Prag | - Linköping - Chelsea - Montpellier - Lillestrøm - BIIK Kazygurt - Gintra Universitetas - Stjarnan - Fiorentina |

### Oversigt
De første kampe spilles den 8. og 9. november, og returkampene spilles den 15. og 16. november 2017.

| Hold 1               | Samlet | Hold 2          | 1. kamp | 2. kamp |
| -------------------- | ------ | --------------- | ------- | ------- |
| Sparta Prag          | 1–4    | Linköping       | 1–1     | 0–3     |
| Gintra Universitetas | 0–9    | Barcelona       | 0–6     | 0–3     |
| Chelsea              | 4–0    | Rosengård       | 3–0     | 1–0     |
| Lillestrøm           | 1–7    | Manchester City | 0–5     | 1–2     |
| Brescia              | 2–9    | Montpellier     | 2–3     | 0–6     |
| BIIK Kazygurt        | 0–16   | Lyon            | 0–7     | 0–9     |
| Fiorentina           | 3–7    | Wolfsburg       | 0–4     | 3–3     |
| Stjarnan             | 1–2    | Slavia Prag     | 1–2     | 0–0     |

### Kampe
| 8. november 2017 18:00 |

| Sparta Prag | 1–1     | Linköping      |
| ----------- | ------- | -------------- |
| - Strom 47' | Rapport | - Hurtig 54' · |

| Generali Arena, Prag Tilskuere: 489 Dommer: Désirée Grundbacher (Schweiz) |

| 15. november 2017 18:00 |

| Linköping                               | 3–0     | Sparta Prag |
| --------------------------------------- | ------- | ----------- |
| - Hurtig 18' - Minde 78' - Sørensen 86' | Rapport |             |

| Linköping Arena, Linköping Tilskuere: 701 Dommer: Angelika Söder (Tyskland) |

Linköping vandt 4–1 sammenlagt.
| 8. november 2017 17:00 |

| Gintra Universitetas | 0–6     | Barcelona                                                                     |
| -------------------- | ------- | ----------------------------------------------------------------------------- |
|                      | Rapport | - Bonmatí 36' - Caldentey 44', 57' - Duggan 68' - García 82' - Andonova 89' · |

| Savivaldybė Stadium, Šiauliai Tilskuere: 3.500 Dommer: Lorraine Clark (Skotland) |

| 15. november 2017 18:30 |

| Barcelona                                          | 3–0     | Gintra Universitetas |
| -------------------------------------------------- | ------- | -------------------- |
| - Putellas 35' - Duggan 44' - Alekperova 76' (sm.) | Rapport |                      |

| Mini Estadi, Barcelona Tilskuere: 707 Dommer: Eszter Urbán (Ungarn) |

Barcelona vandt 9–0 sammenlagt.
| 8. november 2017 20:05 |

| Chelsea                                   | 3–0     | Rosengård |
| ----------------------------------------- | ------- | --------- |
| - Kirby 33' - Bachmann 66' - Flaherty 73' | Rapport |           |

| Kingsmeadow, Kingston upon Thames Tilskuere: 1.861 Dommer: Bibiana Steinhaus (Tyskland) |

| 15. november 2017 18:30 |

| Rosengård | 0–1     | Chelsea    |
| --------- | ------- | ---------- |
|           | Rapport | - Ji 53' · |

| Malmö IP, Malmö Tilskuere: 1.358 Dommer: Esther Staubli (Schweiz) |

Chelsea vandt 4–0 sammenlagt.
| 9. november 2017 18:30 |

| Lillestrøm | 0–5     | Manchester City                                                       |
| ---------- | ------- | --------------------------------------------------------------------- |
|            | Rapport | - Stokes 26' - Christiansen 40' (str.) - Emslie 69' - Ross 74', 78' · |

| Åråsen Stadion, Lillestrøm Tilskuere: 1,225 Dommer: Stéphanie Frappart (Frankrig) |

| 16. november 2017 20:00 |

| Manchester City                 | 2–1     | Lillestrøm   |
| ------------------------------- | ------- | ------------ |
| - Christiansen 46' - Parris 73' | Rapport | Berget 17' · |

| Academy Stadium, Manchester Dommer: Olga Zadinová (Tjekkiet) |

Manchester City vandt 7–1 sammenlagt.
| 8. november 2017 15:00 |

| Brescia           | 2–3     | Montpellier                                      |
| ----------------- | ------- | ------------------------------------------------ |
| - Girelli 8', 37' | Rapport | - Blackstenius 30' - Cayman 42' - Sembrant 58' · |

| Stadio Tullio Saleri, Lumezzane Tilskuere: 1.100 Dommer: Jana Adámková (Tjekkiet) |

| 15. november 2017 20:45 |

| Montpellier                                                                        | 6–0     | Brescia |
| ---------------------------------------------------------------------------------- | ------- | ------- |
| - Dekker 19' - Jakobsson 25' - Veje 37' - Toletti 67' - Léger 81' - Torrecilla 85' | Rapport |         |

| Stade de la Mosson, Montpellier Tilskuere: 1,263 Dommer: Katalin Kulcsár (Ungarn) |

Montpellier vandt 9–2 sammenlagt.
| 8. november 2017 07:00 |

| BIIK Kazygurt | 0–7     | Lyon                                                                           |
| ------------- | ------- | ------------------------------------------------------------------------------ |
|               | Rapport | - Hegerberg 5', 19' (str.), 73', 90' - Abily 44' - Majri 47' - Le Sommer 75' · |

| Namyz Stadium, Shymkent Tilskuere: 250 Dommer: Sofia Karagiorgi (Cypern) |

| 15. november 2017 20:30 |

| Lyon                                                                                    | 9–0     | BIIK Kazygurt |
| --------------------------------------------------------------------------------------- | ------- | ------------- |
| - Majri 12' - Hegerberg 32', 36', 46', 58' (str.) - Abily 43', 69', 83' - Cascarino 73' | Rapport |               |

| Groupama Academy Stadium, Décines-Charpieu Tilskuere: 509 Dommer: Silvia Domingos (Portugal) |

Lyon vandt 16–0 sammenlagt.
| 8. november 2017 19:00 |

| Fiorentina | 0–4     | Wolfsburg                                          |
| ---------- | ------- | -------------------------------------------------- |
|            | Rapport | - Gunnarsdóttir 49', 60' - Harder 54' - Popp 73' · |

| Stadio Artemio Franchi, Florence Tilskuere: 2,369 Dommer: Sara Persson (Sverige) |

| 15. november 2017 18:00 |

| Wolfsburg                               | 3–3     | Fiorentina                              |
| --------------------------------------- | ------- | --------------------------------------- |
| - Wullaert 30', 32' - Gunnarsdóttir 71' | Rapport | - Mauro 2' - Rinaldi 60' - Brazil 81' · |

| AOK Stadion, Wolfsburg Tilskuere: 1.226 Dommer: Kateryna Monzul (Ukraine) |

Wolfsburg vandt 7–3 sammenlagt.
| 9. november 2017 20:00 |

| Stjarnan       | 1–2     | Slavia Prag                            |
| -------------- | ------- | -------------------------------------- |
| - Pedersen 69' | Rapport | - Divišová 36' - Svitková 71' (str.) · |

| Stjörnuvöllur, Garðabær Tilskuere: 372 Dommer: Justina Lavrenovaitė (Lithauen) |

| 16. november 2017 18:30 |

| Slavia Prag | 0–0     | Stjarnan |
| ----------- | ------- | -------- |
|             | Rapport |          |

| Eden Arena, Prag Dommer: Ivana Martinčić (Kroatien) |

Slavia Prag vandt 2–1 sammenlagt.

## Kvartfinaler
Lodtrækningen til kvartfinalerne blev afholdt den 24. november 2017, 13:30 CET, på UEFA hovedkvarteret i Nyon, Schweiz.

### Oversigt
De første kampe blev spillet den 21. og den 22. marts, og returkampene blev spillet den 28. og 29. marts 2018.

| Hold 1          | Samlet | Hold 2      | 1. kamp | 2. kamp |
| --------------- | ------ | ----------- | ------- | ------- |
| Montpellier     | 1–5    | Chelsea     | 0–2     | 1–3     |
| Wolfsburg       | 6–1    | Slavia Prag | 5–0     | 1–1     |
| Manchester City | 7–3    | Linköping   | 2–0     | 5–3     |
| Lyon            | 3–1    | Barcelona   | 2–1     | 1–0     |

### Kampe
| 21. marts 2018 eller 22. marts 2018 20:45 |

| Montpellier | 0–2     | Chelsea                   |
| ----------- | ------- | ------------------------- |
|             | Rapport | - Ji 49' - Cuthbert 77' · |

| Stade de la Mosson, Montpellier Tilskuere: 5.291 Dommer: Kateryna Monzul (Ukraine) |

| 28. marts 2018 eller 29. marts 2018 20:05 |

| Chelsea                               | 3–1     | Montpellier       |
| ------------------------------------- | ------- | ----------------- |
| - Kirby 4', 77' (str.) - Bachmann 50' | Rapport | - Jakobsson 36' · |

| Kingsmeadow, Kingston upon Thames Tilskuere: 3.050 Dommer: Anastasia Pustovoitova (Rusland) |

Chelsea vandt 5–1 sammenlagt.
| 21. marts 2018 eller 22. marts 2018 18:00 |

| Wolfsburg                                                             | 5–0     | Slavia Prag |
| --------------------------------------------------------------------- | ------- | ----------- |
| - Harder 12', 58' - Graham Hansen 13' - Gunnarsdóttir 39' - Pajor 85' | Rapport |             |

| AOK Stadion, Wolfsburg Tilskuere: 1,326 Dommer: Florence Guillemin (Frankrig) |

| 28. marts 2018 eller 29. marts 2018 18:00 |

| Slavia Prag    | 1–1     | Wolfsburg     |
| -------------- | ------- | ------------- |
| - Divišová 30' | Rapport | - Pajor 68' · |

| Eden Arena, Prag Tilskuere: 1.712 Dommer: Lina Lehtovaara (Finland) |

Wolfsburg vandt 6–1 sammenlagt.
| 21. marts 2018 eller 22. marts 2018 20:00 |

| Manchester City                | 2–0     | Linköping |
| ------------------------------ | ------- | --------- |
| - Parris 37' (str.) - Ross 55' | Rapport |           |

| Academy Stadium, Manchester Tilskuere: 1.259 Dommer: Stéphanie Frappart (Frankrig) |

| 28. marts 2018 or 29. marts 2018 18:00 |

| Linköping                                | 3–5     | Manchester City                                                  |
| ---------------------------------------- | ------- | ---------------------------------------------------------------- |
| - Banušić 51', 60' (str.) - Almqvist 77' | Rapport | - Ross 14' - Stanway 23', 33' - Beattie 42' - Christiansen 64' · |

| Linköping Arena, Linköping Tilskuere: 1.903 Dommer: Jana Adámková (Tjekkiet) |

Manchester City vandt 7–3 sammenlagt.
| 21. marts 2018 eller 22. marts 2018 18:45 |

| Lyon                           | 2–1     | Barcelona        |
| ------------------------------ | ------- | ---------------- |
| - Marozsán 44' - Hegerberg 80' | Rapport | - Guijarro 72' · |

| Parc Olympique Lyonnais, Décines-Charpieu Tilskuere: 15.104 Dommer: Pernilla Larsson (Sverige) |

| 28. marts 2018 eller 29. marts 2018 19:00 |

| Barcelona | 0–1     | Lyon              |
| --------- | ------- | ----------------- |
|           | Rapport | - Le Sommer 62' · |

| Mini Estadi, Barcelona Tilskuere: 12.178 Dommer: Sandra Bastos (Portugal) |

Lyon vandt 3–1 sammenlagt.

## Semifinaler
Lodtrækningen til semifinalerne afholdtes den 24. november 2017, 13:30 CET (sammen med lodtrækningen til kvartfinalerne), på UEFA hovedkvarteret i Nyon, Schweiz.

### Oversigt
De første kampe blev spillet den 22. april, og returkampene blev spillet den 29. april 2018.
| Hold 1          | Samlet | Hold 2    | 1. kamp | 2. kamp |
| --------------- | ------ | --------- | ------- | ------- |
| Chelsea         | 1–5    | Wolfsburg | 1–3     | 0–2     |
| Manchester City | 0–1    | Lyon      | 0–0     | 0–1     |

### Kampe
| 22. april 2018 19:05 |

| Chelsea | 1–3     | Wolfsburg                                                     |
| ------- | ------- | ------------------------------------------------------------- |
| - Ji 3' | Rapport | - Gunnarsdóttir 18' - Bright 43' (selvmål) - Dickenmann 66' · |

| Kingsmeadow, Kingston upon Thames Tilskuere: 3.329 Dommer: Esther Staubli (Schweiz) |

| 29. april 2018 17:30 |

| Wolfsburg                | 2–0     | Chelsea |
| ------------------------ | ------- | ------- |
| - Harder 69' - Pajor 78' | Rapport |         |

| AOK Stadion, Wolfsburg Tilskuere: 3.813 Dommer: Olga Zadinová (Tjekkiet) |

Wolfsburg vandt 5–1 sammenlagt.
| 22. april 2018 14:00 |

| Manchester City | 0–0     | Lyon |
| --------------- | ------- | ---- |
|                 | Rapport |      |

| Academy Stadium, Manchester Tilskuere: 2.876 Dommer: Bibiana Steinhaus (Tyskland) |

| 29. april 2018 14:45 |

| Lyon         | 1–0     | Manchester City |
| ------------ | ------- | --------------- |
| - Bronze 17' | Rapport |                 |

| Parc Olympique Lyonnais, Décines-Charpieu Tilskuere: 20.837 Dommer: Katalin Kulcsár (Ungarn) |

Lyon andt 1–0 sammenlagt.

## Finale
UEFA Women's Champions League 2018 finalen blev spillet på Valeriy Lobanovskyi Dynamo Stadium i Kyiv den 24. maj 2018. "Hjemme"-holdet til finalen (af administrative årsager) afgøres ved en ekstra lodtrækning, der afholdes efter lodtrækningen til kvart- og semifinalerne.
| 24. maj 2018 18:00 CEST |

| Wolfsburg    | 1–4     | Lyon                                                        |
| ------------ | ------- | ----------------------------------------------------------- |
| - Harder 93' | Rapport | - Henry 98' - Le Sommer 99' - Hegerberg 103' - Abily 116' · |

| Valeriy Lobanovskyi Dynamo Stadium, Kyiv Tilskuere: 14.237 Dommer: Jana Adámková (Tjekkiet) |